# Rue Kléber (Nantes)
Pour les articles homonymes, voir Rue Kléber.
La rue Kléber est une voie de Nantes, en France.

## Situation et accès
Située dans le centre-ville de Nantes, la rue Kléber, qui relie la place de la Monnaie aux rues Copernic et Racine, est pavée et ouverte à la circulation automobile en sens unique. Sur son tracé, elle n'est traversée que par la rue de la Galissonnière.

## Origine du nom
Cette artère honore le général Jean-Baptiste Kléber (1753-1800), officier qui s'illustre lors des guerres de la Révolution, notamment en Vendée et en Égypte.

## Historique
La voie, projetée en 1827, est percée en 1837, sur un terrain où se situaient une corderie et le bois de la Touche (du nom du fief dépendant du manoir du même nom, intégré au musée Dobrée). Dans un premier temps, elle est en impasse, et mesure moins de la moitié de la longueur d'elle atteindra après son extension à la fin du Second Empire, après une enquête publique réalisée en 1865.
La dénomination de cette artère lui est attribuée dès sa création, le 27 octobre 1837.

## Bâtiments remarquables et lieux de mémoire
La rue abrite le premier immeuble d'habitations et de commerces de style Art déco construit à Nantes . Situé au no 10 bis, il est construit en 1925 ou 1928 d'après les plans de l'architecte Henri Vié, associé à son fils. Le décor, notamment les mosaïques, est l'œuvre d'Isidore Odorico (également auteur de la façade de la confiserie Bohu, rue de la Marne),. Le toit-terrasse est également une première à Nantes.

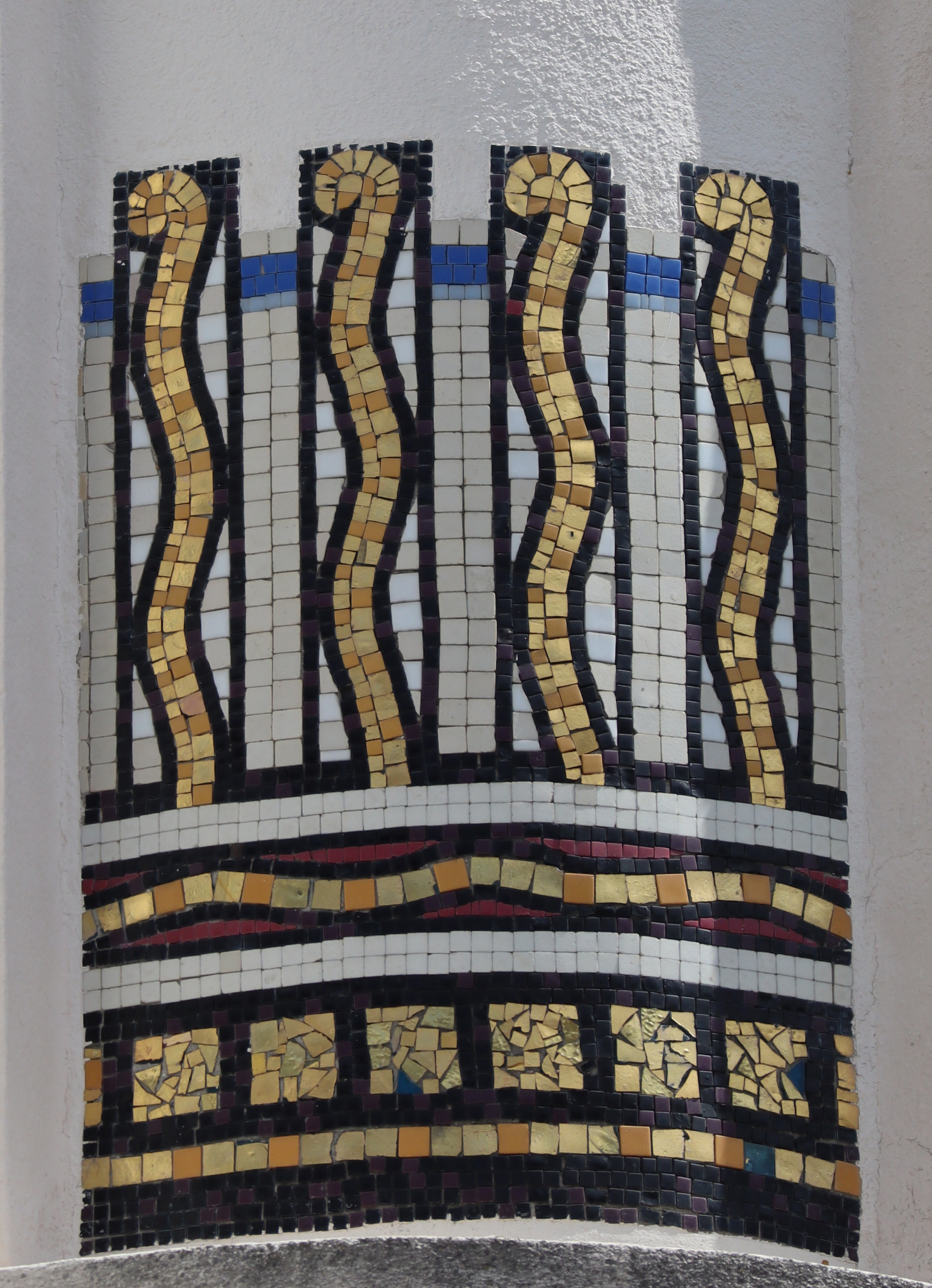
Immeuble 10 bis Rue Kléber.
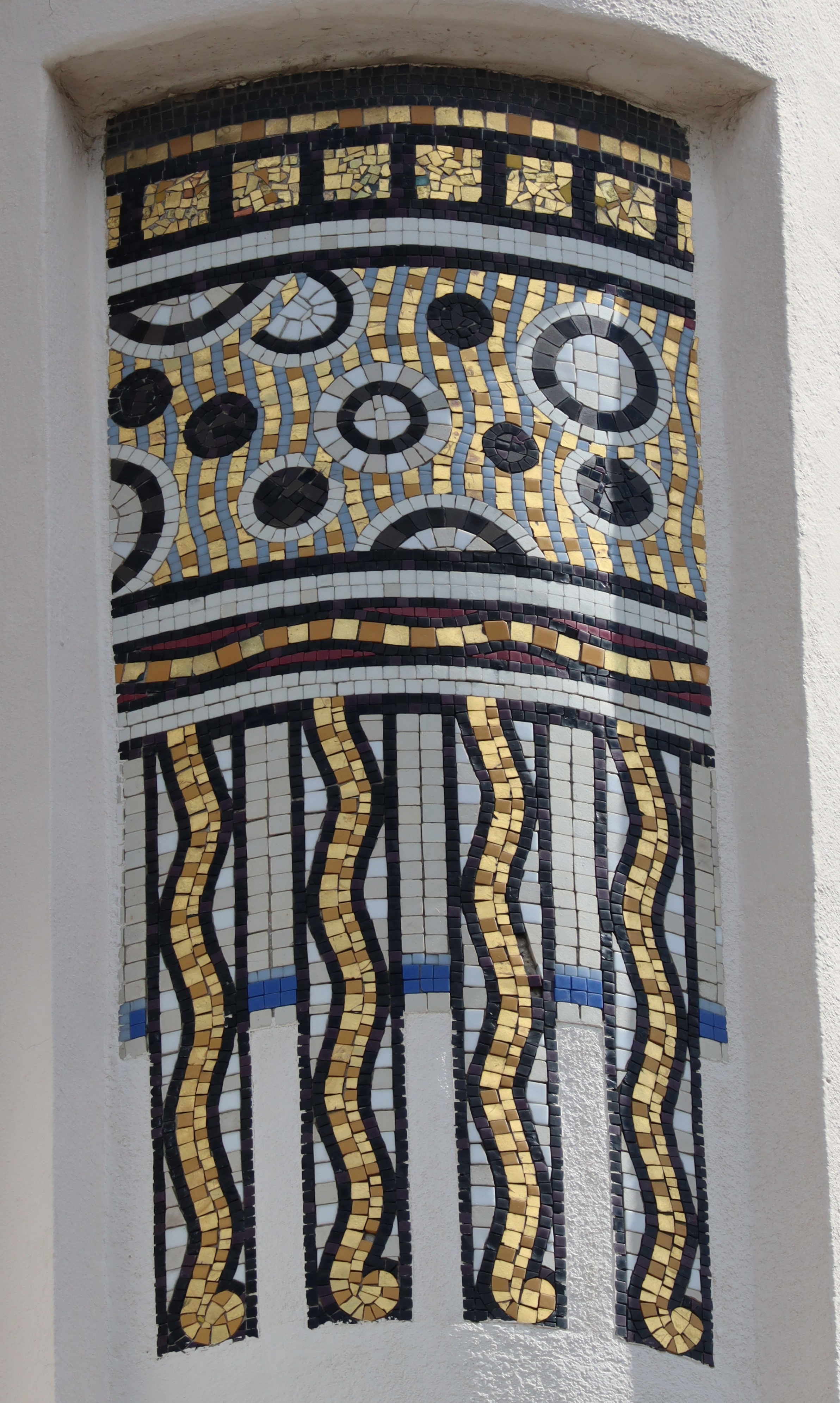
Mosaïques d'Isidore Odorico.